# Титорово
Титорово (укр. Титорове, до 2024 года — Горького) — посёлок на территории Николаевской сельской общины, Днепровского района Днепропетровской области Украины.
Код КОАТУУ — 1221482001. Население по данным 2025 года составляло 744 человек.

## Географическое положение
Посёлок Титорово находится на расстоянии в 1 км от пгт Таромское и села Долинское.
По селу протекает ручей и 2 пруда.
Рядом проходят автомобильная дорога Н-08 и железная дорога, станции Сухачёвка и Платформа 169 км в 3,5 км.

## История
- В 30-х годах XX века на месте села была бригада колхоза «Переможец».
- 1939—1963 года — подсобное хозяйство завода ДЗМО.
- 1963 год — дата основания посёлка.

## Объекты социальной сферы
- Школа

## Экономика
- Машинно-тракторные мастерские, зерновой ТОК.

## Экология
- Детский сад.
- Клуб.
- Больница.
- Спортивная площадка.
- Стадион.